# ジョジ後藤
ジョジ後藤（ジョジごとう、1961年10月14日 - ）は、日本の元ファッションモデル。

## 人物
アメリカ合衆国ミシガン州生まれの日系3世。アメリカ生まれの日系人父とアメリカ人母を持つ。1982年にキリンレモン第7代イメージガールを務めるとともに、ウールマークのCMに出演。健康的なショートカットでまたたく間に人気を集めた。また、non-noの専属モデルとして表紙を飾った。
テレビＣＭへの出演はモデル業の一環としてであり、いわゆるタレント活動については行なっていない。
当時の資料では、身長161cm、スリーサイズB80W60H82、サトルジャパン所属。
活動期間は比較的短期間で、カメラマンと結婚して引退。写真週刊誌「フライデー」で妊婦姿が報道された。

## 主な活動

### CM
- ソニーウォークマン（1981年-1982年）
- キリンビバレッジ キリンレモン（1982年-1983年）
- ウールマーク（1982年）
- ブリヂストンシサーラ

### 雑誌
- non-no 表紙モデル